# Welles-Pérennes
Pour les articles homonymes, voir Welles.

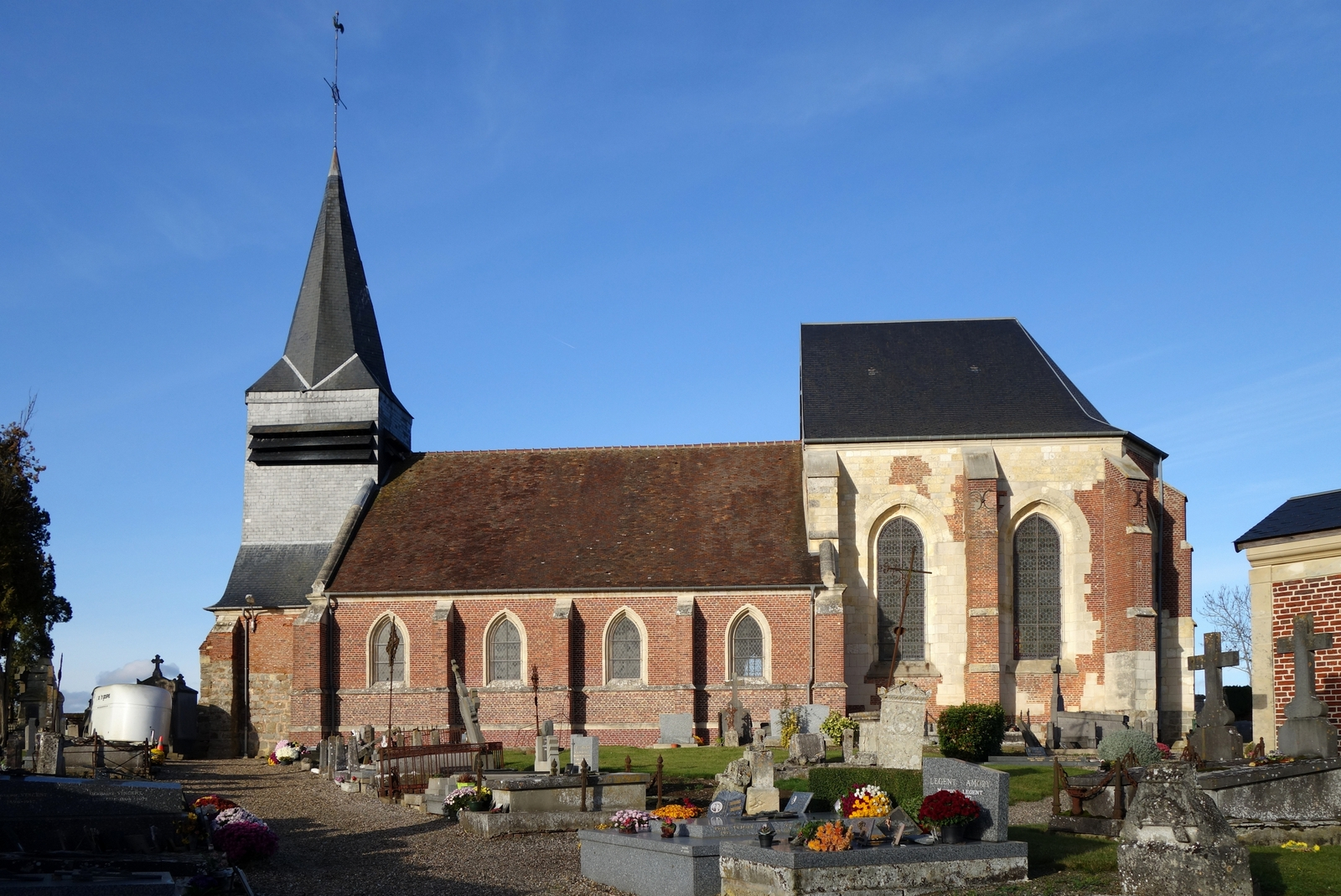
Église Saint-Pierre.

Welles-Pérennes est une commune française située dans le département de l'Oise, en région Hauts-de-France.

## Géographie
| Broyes              | Le Cardonnois Somme | Mesnil-Saint-Georges Somme |
| Plainville          | Welles-Pérennes     | Royaucourt                 |
| Sains-Morainvillers | Crèvecœur-le-Petit  | Ferrières                  |

### Hydrographie
La commune est située dans le bassin Artois-Picardie. Elle n'est drainée par aucun cours d'eau.

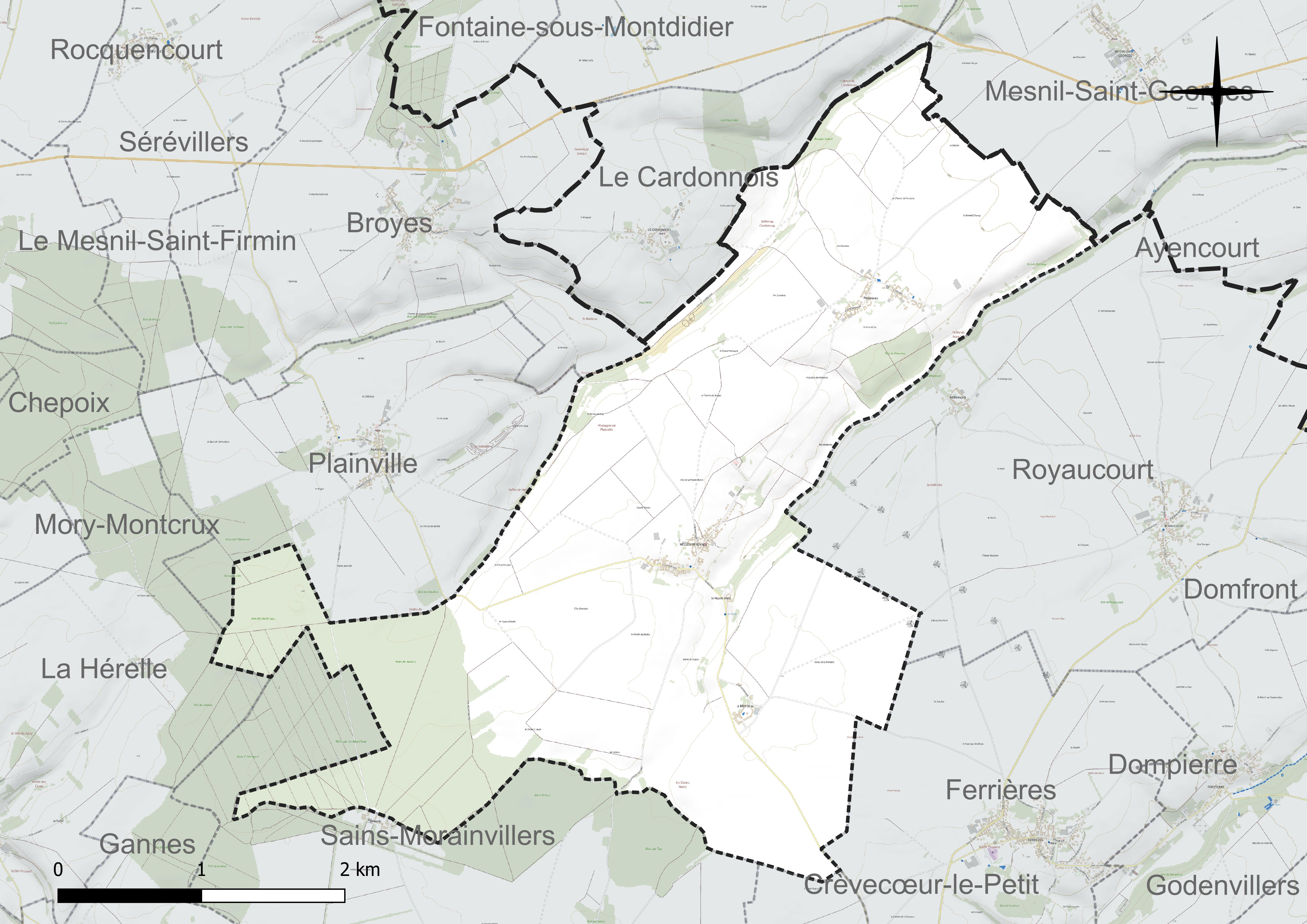
Réseau hydrographique de Welles-Pérennes.

### Climat
Pour des articles plus généraux, voir Climat des Hauts-de-France et Climat de l'Oise.
En 2010, le climat de la commune est de type climat océanique dégradé des plaines du Centre et du Nord, selon une étude du CNRS s'appuyant sur une série de données couvrant la période 1971-2000. En 2020, Météo-France publie une typologie des climats de la France métropolitaine dans laquelle la commune est exposée à un climat océanique et est dans la région climatique  Nord-est du bassin Parisien, caractérisée par un ensoleillement médiocre, une pluviométrie moyenne régulièrement répartie au cours de l'année et un hiver froid (3 °C). 
Pour la période 1971-2000, la température annuelle moyenne est de 10,5 °C, avec une amplitude thermique annuelle de 14,4 °C. Le cumul annuel moyen de précipitations est de 683 mm, avec 11 jours de précipitations en janvier et 8,1 jours en juillet. Pour la période 1991-2020, la température moyenne annuelle observée sur la station météorologique la plus proche, située sur la commune de Godenvillers à 5 km à vol d'oiseau, est de 11,1 °C et le cumul annuel moyen de précipitations est de 701,9 mm,. Pour l'avenir, les paramètres climatiques de la commune estimés pour 2050 selon différents scénarios d'émission de gaz à effet de serre sont consultables sur un site dédié publié par Météo-France en novembre 2022.
| Mois                                  | jan.             | fév.             | mars           | avril         | mai           | juin            | jui.           | août          | sep.          | oct.        | nov.            | déc.           | année      |
| ------------------------------------- | ---------------- | ---------------- | -------------- | ------------- | ------------- | --------------- | -------------- | ------------- | ------------- | ----------- | --------------- | -------------- | ---------- |
| Température minimale moyenne (°C)     | 1,1              | 1                | 2,6            | 4,3           | 7,7           | 10,6            | 12,5           | 12,4          | 9,8           | 7,3         | 4               | 1,7            | 6,3        |
| Température moyenne (°C)              | 3,9              | 4,5              | 7,4            | 10,2          | 13,7          | 16,8            | 19             | 18,9          | 15,6          | 11,7        | 7,3             | 4,4            | 11,1       |
| Température maximale moyenne (°C)     | 6,6              | 8                | 12,2           | 16,2          | 19,8          | 22,9            | 25,4           | 25,5          | 21,5          | 16,1        | 10,5            | 7              | 16         |
| Record de froid (°C) date du record   | −21,5 17.01.1985 | −13,1 18.02.1969 | −11 08.03.1971 | −4,5 07.04.13 | −2 03.05.1967 | −0,5 01.06.1975 | 3,3 05.07.1964 | 2 28.08.1974  | −2 25.09.1972 | −5 29.10.03 | −9,5 23.11.1998 | −15 31.12.1970 | −21,5 1985 |
| Record de chaleur (°C) date du record | 15,1 09.01.15    | 19,9 27.02.19    | 26,5 31.03.21  | 29 20.04.18   | 32 28.05.17   | 37,6 27.06.11   | 43 25.07.19    | 40,4 06.08.03 | 36,5 15.09.20 | 30 01.10.11 | 21,4 01.11.14   | 16,5 17.12.15  | 43 2019    |
| Précipitations (mm)                   | 59               | 49,5             | 49,3           | 45,9          | 61,3          | 59,9            | 60,5           | 64            | 50,2          | 63,2        | 60,4            | 78,7           | 701,9      |

## Urbanisme

### Typologie
Au 1er janvier 2024, Welles-Pérennes est catégorisée commune rurale à habitat dispersé, selon la nouvelle grille communale de densité à sept niveaux définie par l'Insee en 2022.
Elle est située hors unité urbaine et hors attraction des villes,.

### Occupation des sols
L'occupation des sols de la commune, telle qu'elle ressort de la base de données européenne d'occupation biophysique des sols Corine Land Cover (CLC), est marquée par l'importance des territoires agricoles (83,4 % en 2018), une proportion identique à celle de 1990 (83,4 %). La répartition détaillée en 2018 est la suivante : 
terres arables (74,3 %), forêts (16,6 %), zones agricoles hétérogènes (9 %). L'évolution de l'occupation des sols de la commune et de ses infrastructures peut être observée sur les différentes représentations cartographiques du territoire : la carte de Cassini (XVIIIe siècle), la carte d'état-major (1820-1866) et les cartes ou photos aériennes de l'IGN pour la période actuelle (1950 à aujourd'hui).

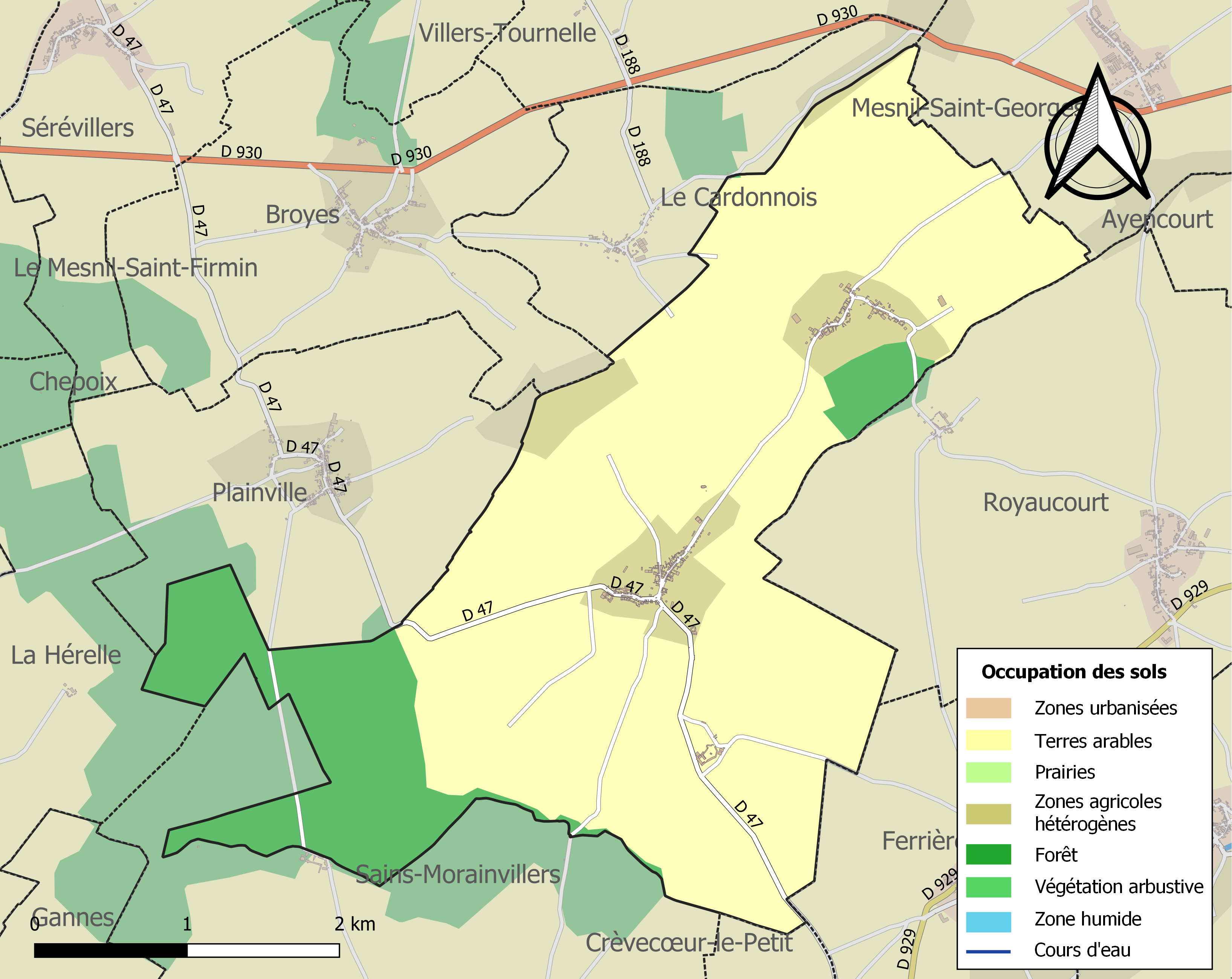
Carte des infrastructures et de l'occupation des sols de la commune en 2018 (CLC).

### Voies de communication et transports
La commune est desservie, en 2023, par les lignes 624, 6304 et 6309 du réseau interurbain de l'Oise.

## Toponymie
Le nom de la localité est attesté sous les formes in Guagella (1112) ; Velloe (1240) ; Welles (1298) ; Vaeles (1301) ; Waeles (vers 1330) ; Welle (XVIe) ; Ouelle (1630) ; Houelle (1667) ; Welles-Pérennes (1840).

Pluriel du saxon wella, « fontaine, cours d'eau »[réf. nécessaire]. 
Pérennes, un ancien hameau de la commune, est attesté sous les formes Pierresairs (1244) ; Peraines (vers 1340) ; Pereines (vers 1340) ; Pereignes (1420) ; Peraignes (1530) ; Perraines (1667) ; Perraine (vers 1750) ; Pérennes (1840).

## Politiqueet administration
| Période                                  | Période                    | Identité        | Étiquette | Qualité |
| ---------------------------------------- | -------------------------- | --------------- | --------- | ------- |
| Les données manquantes sont à compléter. |                            |                 |           |         |
| mars 2001                                | 2014                       | Bertrand Pamart | DVD       |         |
| 2014                                     | En cours (au 25 juin 2014) | Régis Bizet     |           |         |

## Population et société

### Démographie

#### Évolution démographique
L'évolution du nombre d'habitants est connue à travers les recensements de la population effectués dans la commune depuis 1793. Pour les communes de moins de 10 000 habitants, une enquête de recensement portant sur toute la population est réalisée tous les cinq ans, les populations de référence des années intermédiaires étant quant à elles estimées par interpolation ou extrapolation. Pour la commune, le premier recensement exhaustif entrant dans le cadre du nouveau dispositif a été réalisé en 2008.

En 2022, la commune comptait 238 habitants, en évolution de −7,39 % par rapport à 2016 (Oise : +0,87 %, France hors Mayotte : +2,11 %).
| 1793 | 1800 | 1806 | 1821 | 1831 | 1836 | 1841 | 1846 | 1851 |
| ---- | ---- | ---- | ---- | ---- | ---- | ---- | ---- | ---- |
| 626  | 560  | 588  | 613  | 613  | 640  | 656  | 610  | 586  |

| 1856 | 1861 | 1866 | 1872 | 1876 | 1881 | 1886 | 1891 | 1896 |
| ---- | ---- | ---- | ---- | ---- | ---- | ---- | ---- | ---- |
| 521  | 485  | 433  | 438  | 396  | 379  | 357  | 346  | 328  |

| 1901 | 1906 | 1911 | 1921 | 1926 | 1931 | 1936 | 1946 | 1954 |
| ---- | ---- | ---- | ---- | ---- | ---- | ---- | ---- | ---- |
| 314  | 335  | 312  | 247  | 245  | 256  | 267  | 274  | 293  |

| 1962 | 1968 | 1975 | 1982 | 1990 | 1999 | 2006 | 2008 | 2013 |
| ---- | ---- | ---- | ---- | ---- | ---- | ---- | ---- | ---- |
| 244  | 217  | 203  | 178  | 201  | 222  | 236  | 240  | 255  |

| 2018 | 2022 | - | - | - | - | - | - | - |
| ---- | ---- | - | - | - | - | - | - | - |
| 252  | 238  | - | - | - | - | - | - | - |

#### Pyramide des âges
La population de la commune est relativement jeune.
En 2018, le taux de personnes d'un âge inférieur à 30 ans s'élève à 38,8 %, soit au-dessus de la moyenne départementale (37,3 %). À l'inverse, le taux de personnes d'âge supérieur à 60 ans est de 21,8 % la même année, alors qu'il est de 22,8 % au niveau départemental.
En 2018, la commune comptait 130 hommes pour 122 femmes, soit un taux de 51,59 % d'hommes, largement supérieur au taux départemental (48,89 %).
Les pyramides des âges de la commune et du département s'établissent comme suit.
| Hommes | Classe d’âge | Femmes |
| ------ | ------------ | ------ |
| 0,0    | 90 ou +      | 0,0    |
| 6,2    | 75-89 ans    | 8,2    |
| 13,8   | 60-74 ans    | 15,6   |
| 25,4   | 45-59 ans    | 20,5   |
| 16,9   | 30-44 ans    | 15,6   |
| 20,0   | 15-29 ans    | 18,9   |
| 17,7   | 0-14 ans     | 21,3   |

| Hommes | Classe d’âge | Femmes |
| ------ | ------------ | ------ |
| 0,5    | 90 ou +      | 1,4    |
| 5,5    | 75-89 ans    | 7,6    |
| 15,6   | 60-74 ans    | 16,3   |
| 20,8   | 45-59 ans    | 20     |
| 19,4   | 30-44 ans    | 19,4   |
| 17,6   | 15-29 ans    | 16,2   |
| 20,6   | 0-14 ans     | 19,1   |

## Lieux et monuments
- Église Saint-Pierre : le chœur (XVIe siècle) possède des voûtes à nervures et écussons. La sacristie voûtée date également du XVIe siècle. À l'intérieur, les fonts baptismaux et statue de saint Pierre sont classés monument historique[22].
- Calvaire (XVIe siècle) du cimetière : il est agrémenté de quatre têtes de morts.
- Chapelle dédiée à saint Jacques.

### Galerie

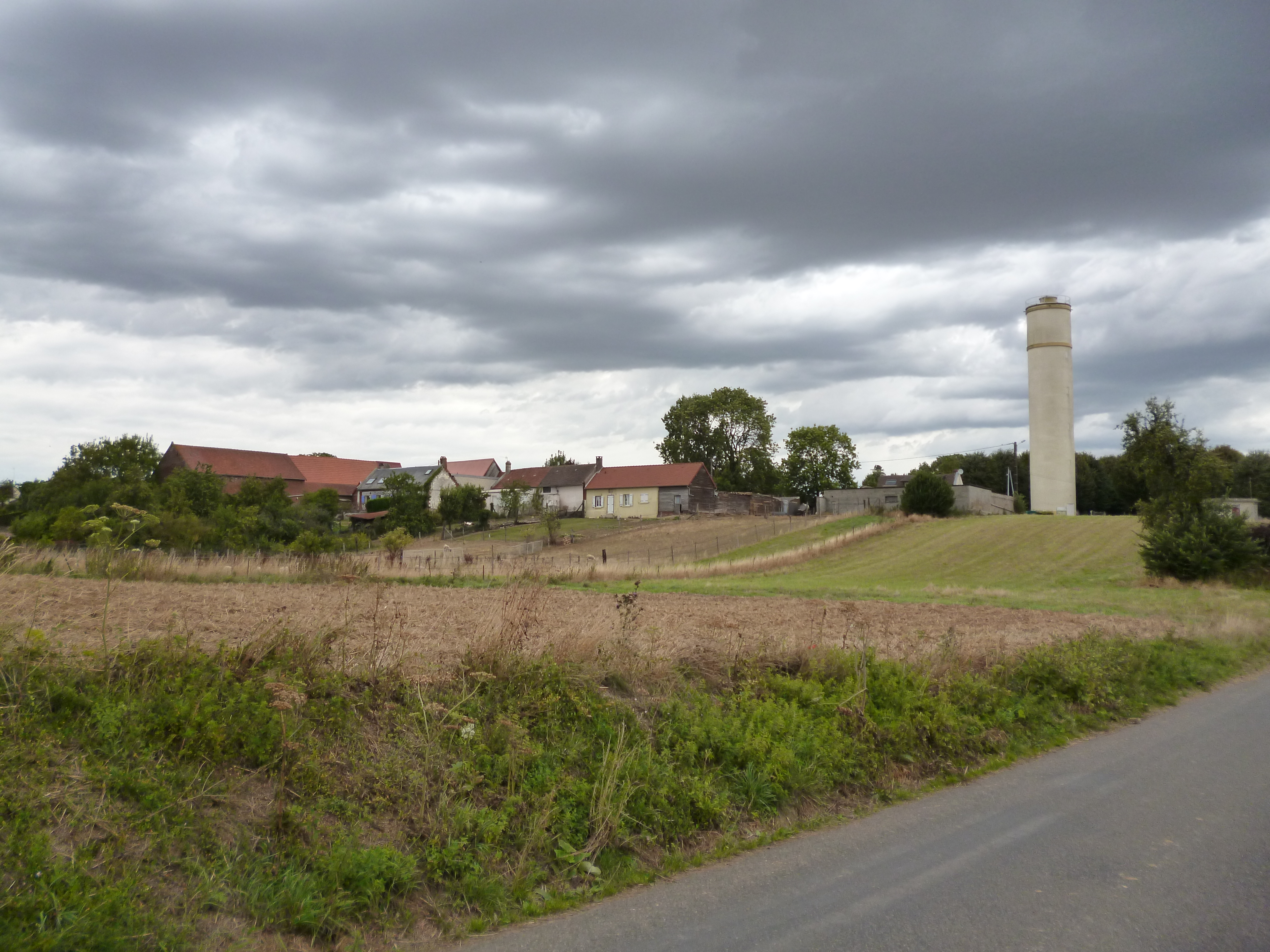
Vue du village de Welles.
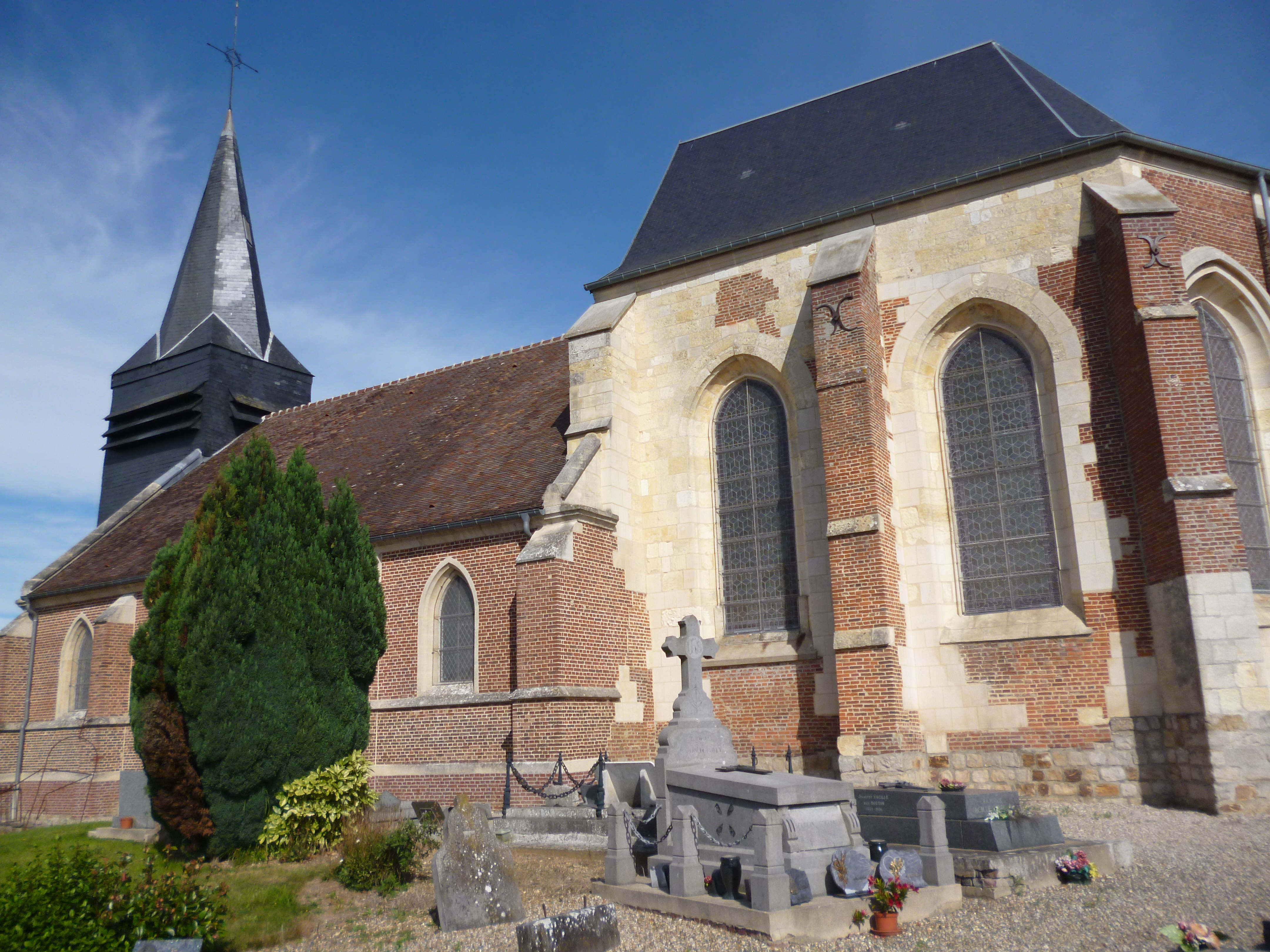
L'église Saint-Pierre.
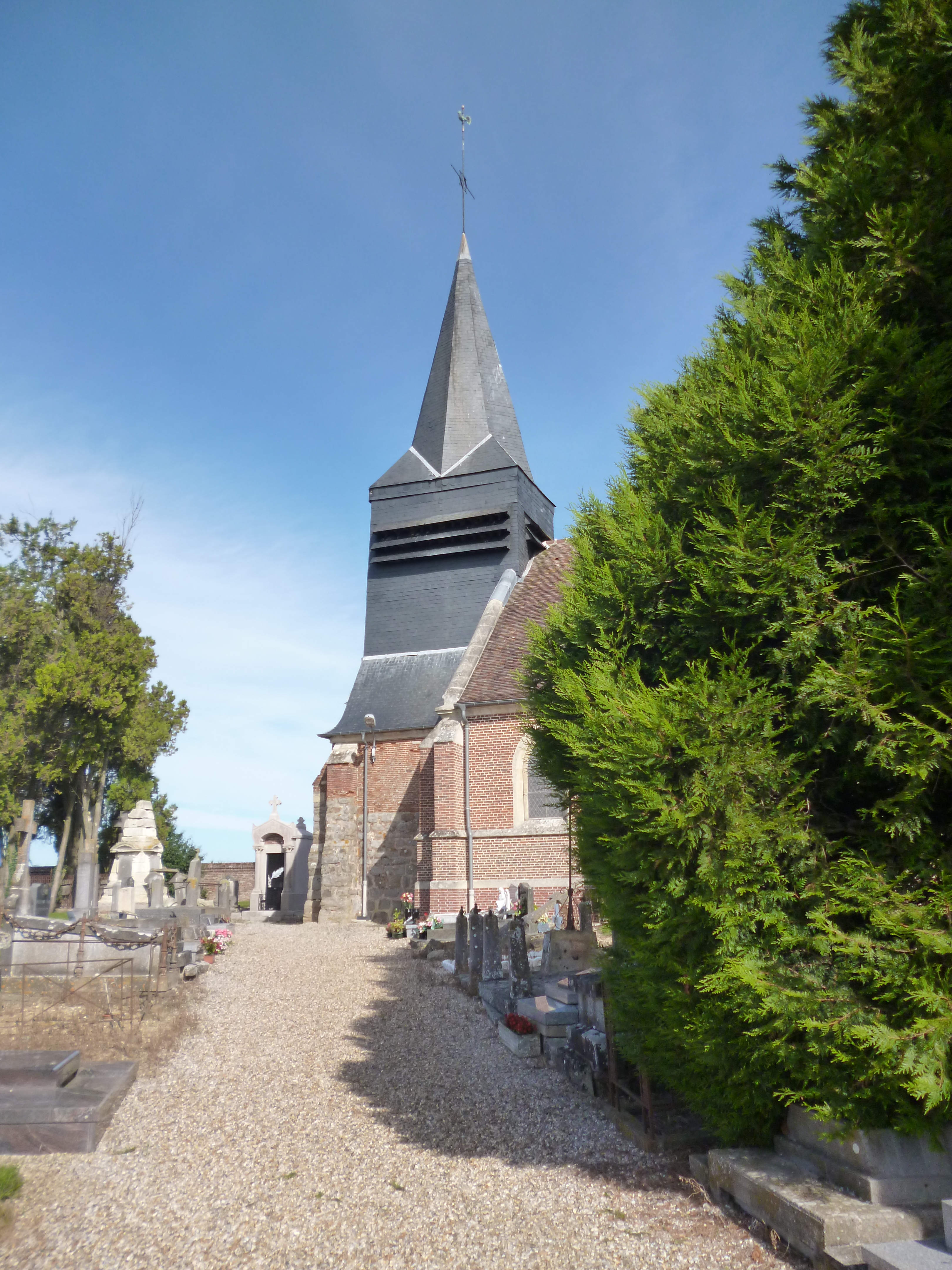
L'église et le cimetière.
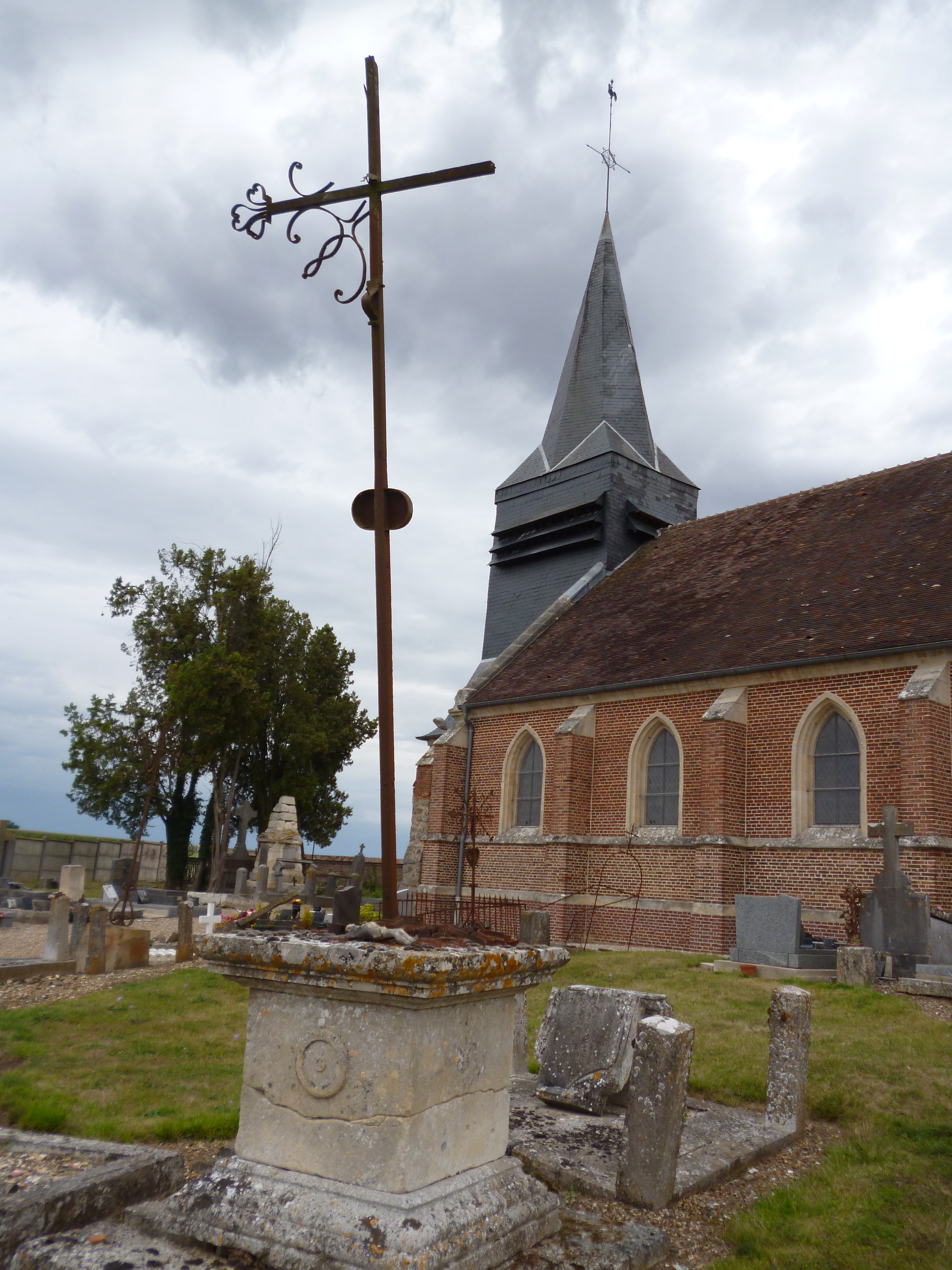
Le cimetière.
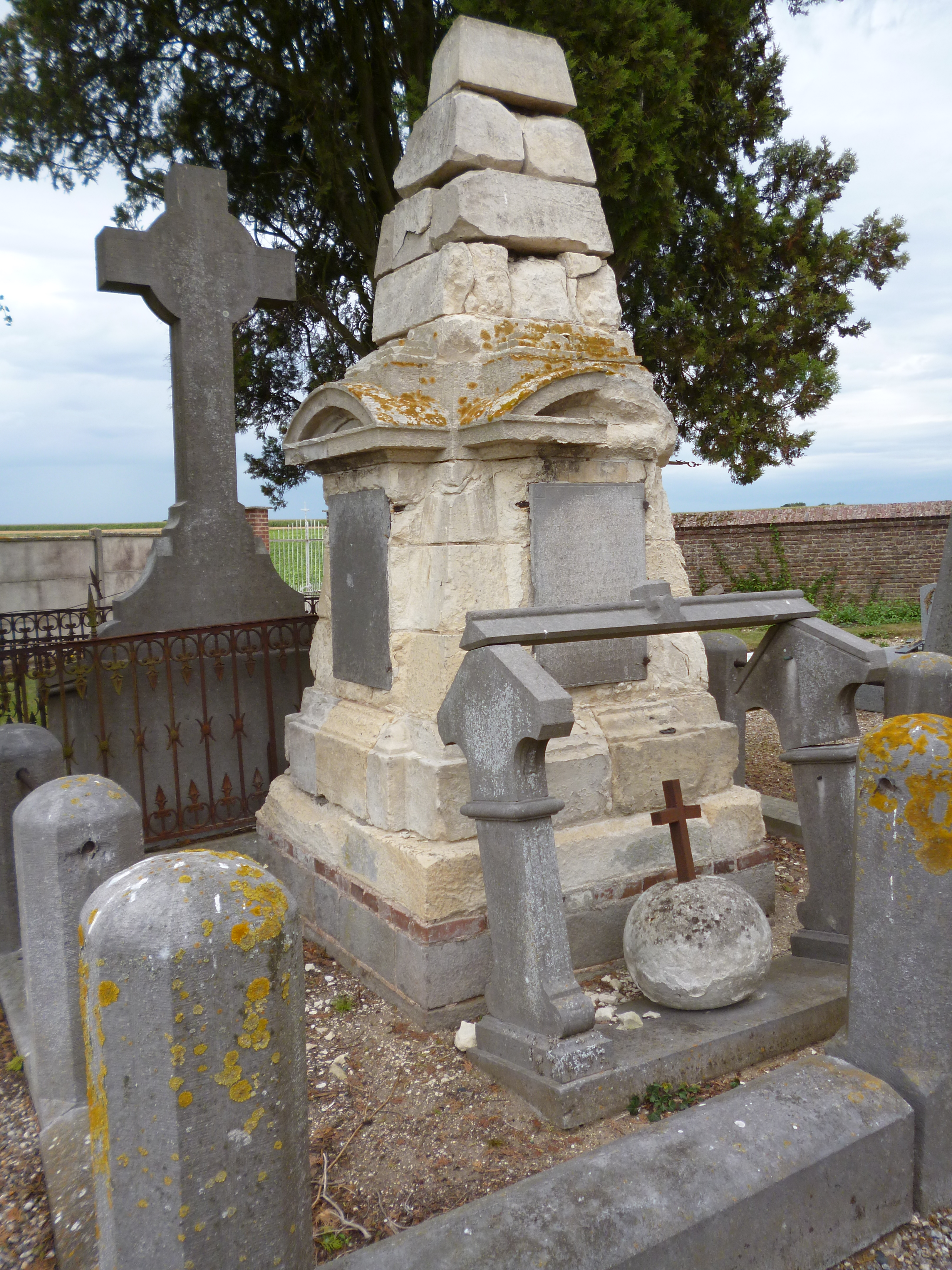
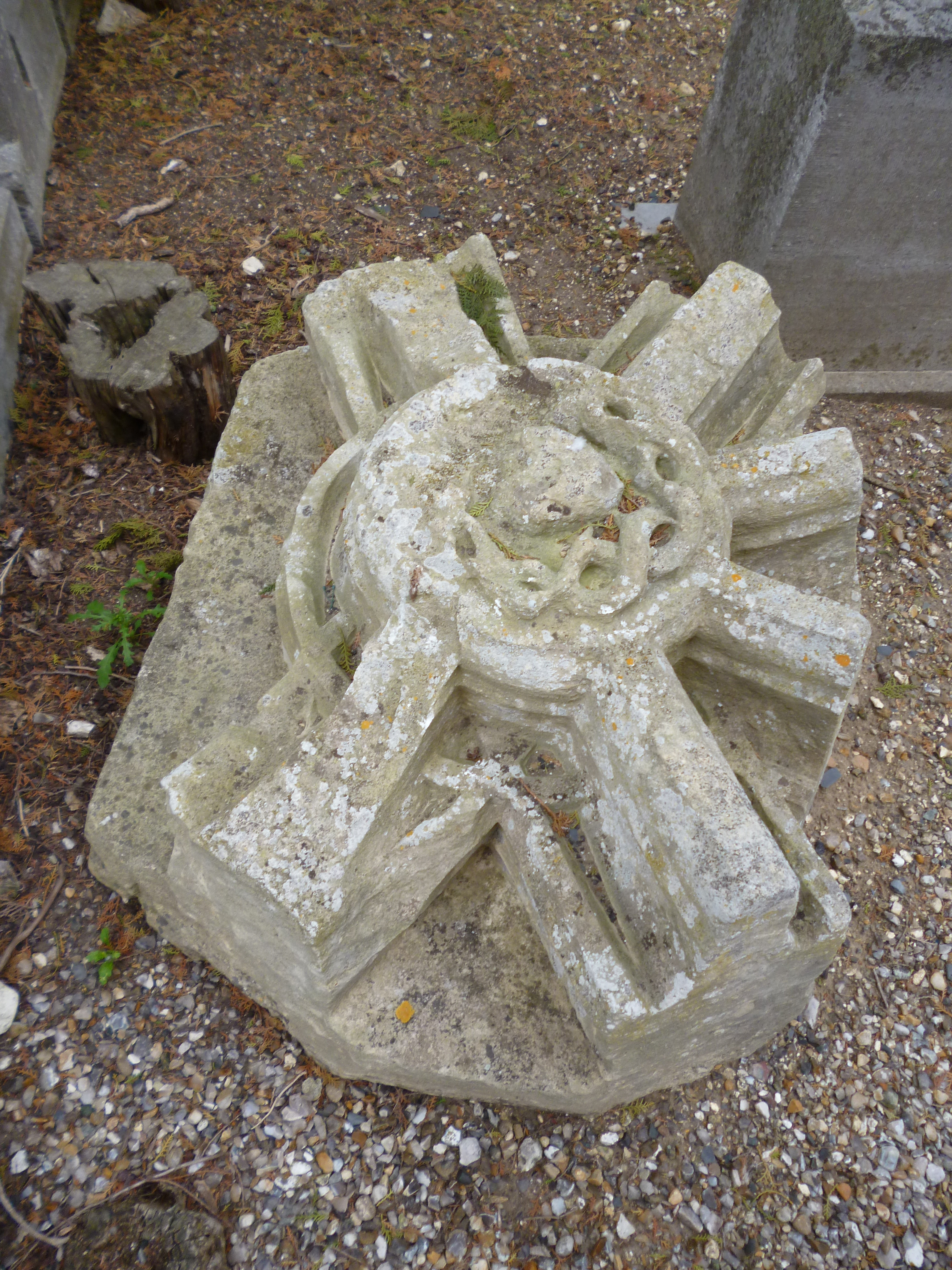
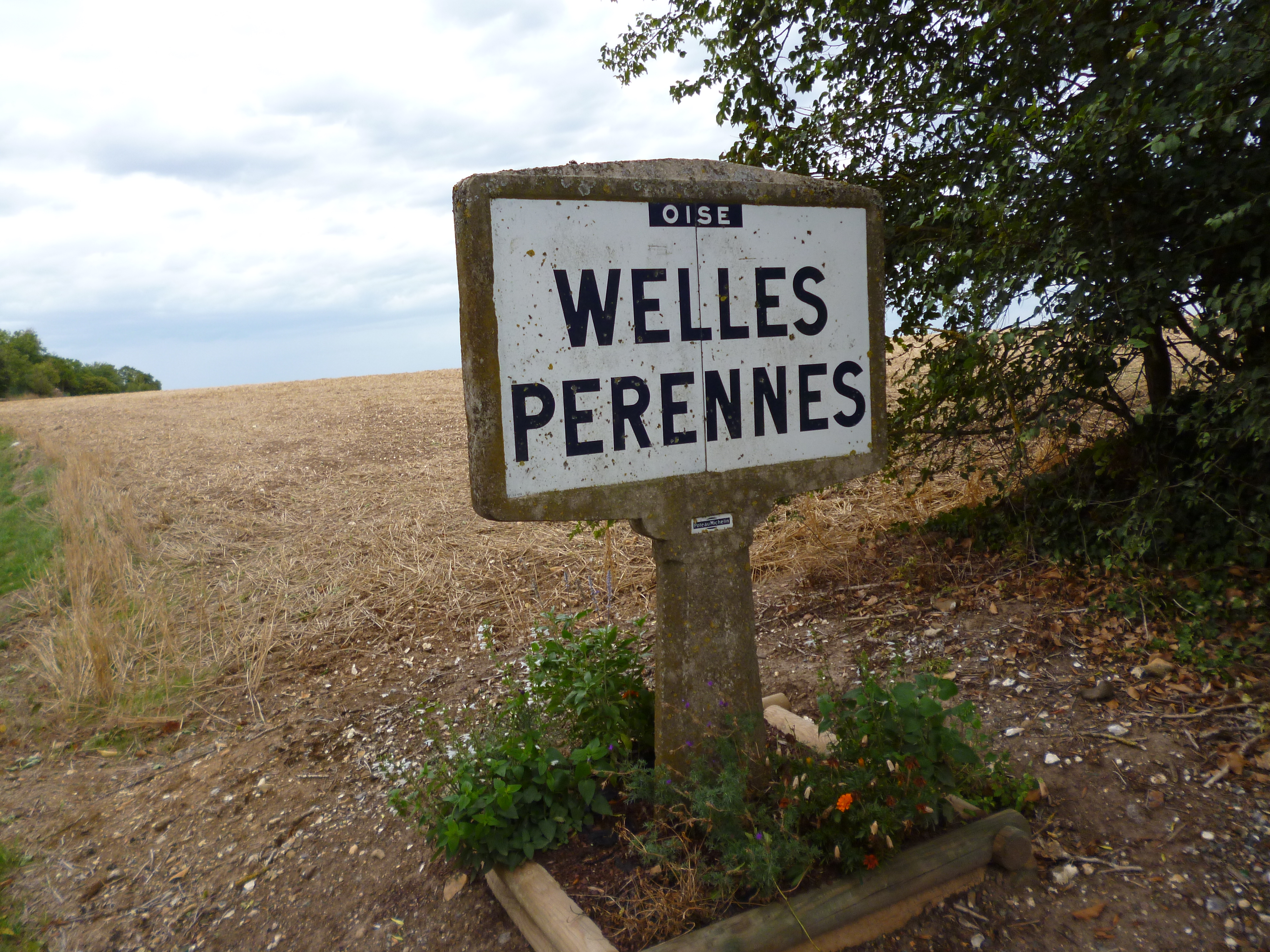
Panneau Michelin de la commune.
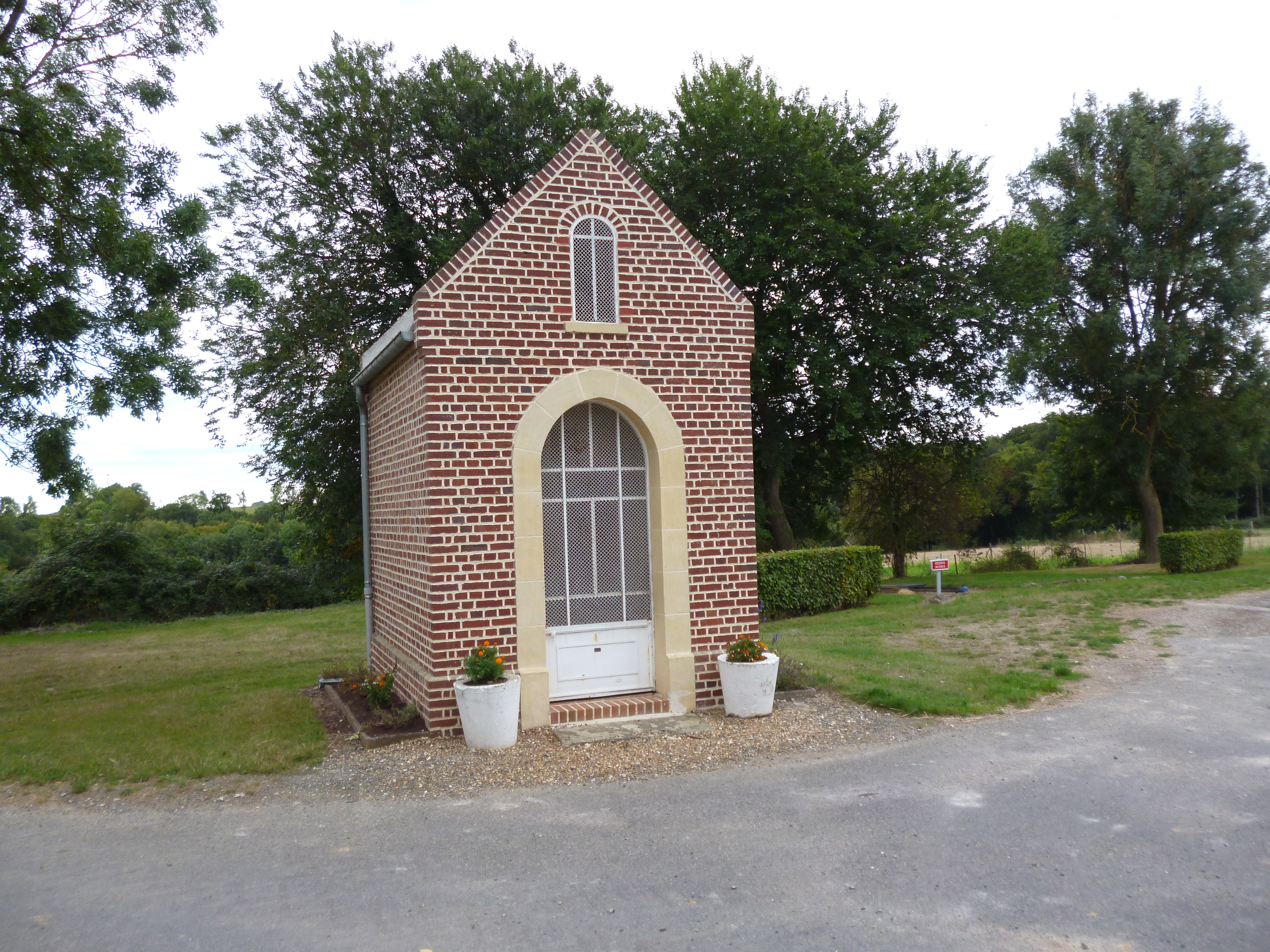
La chapelle Saint-Jacques.
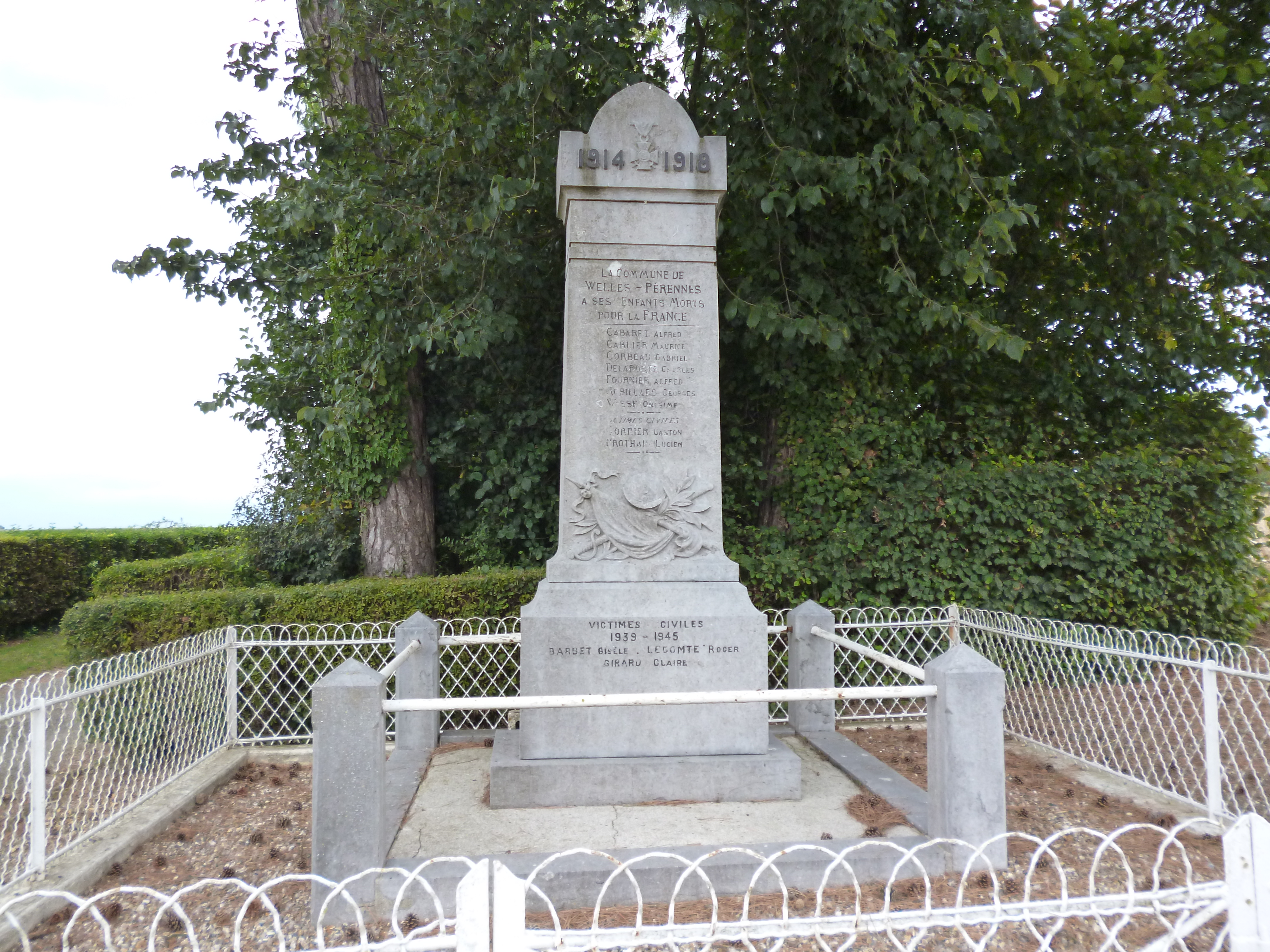
Le monument aux morts, à proximité de l'église et du cimetière.
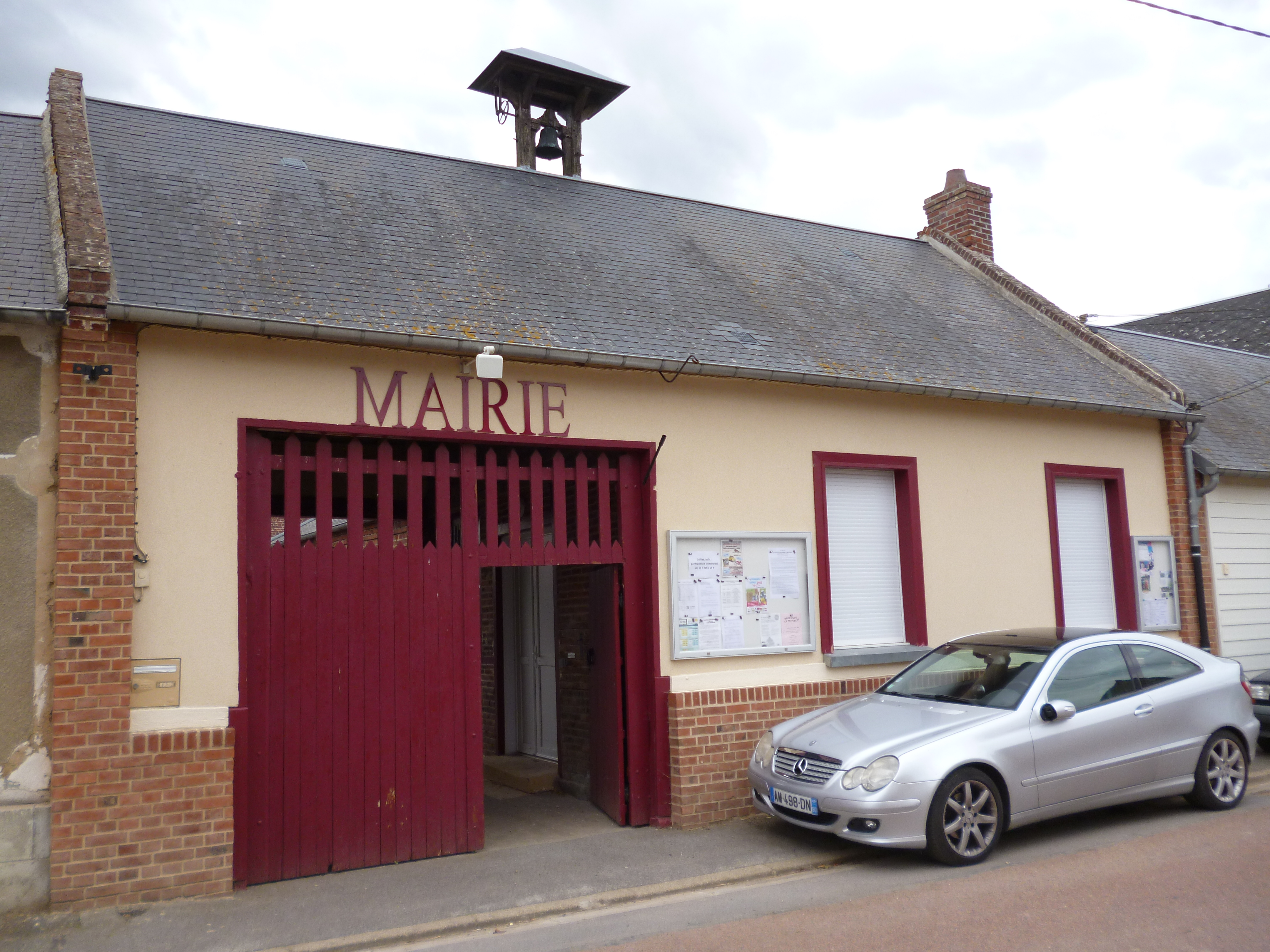
La mairie, située à Welles.
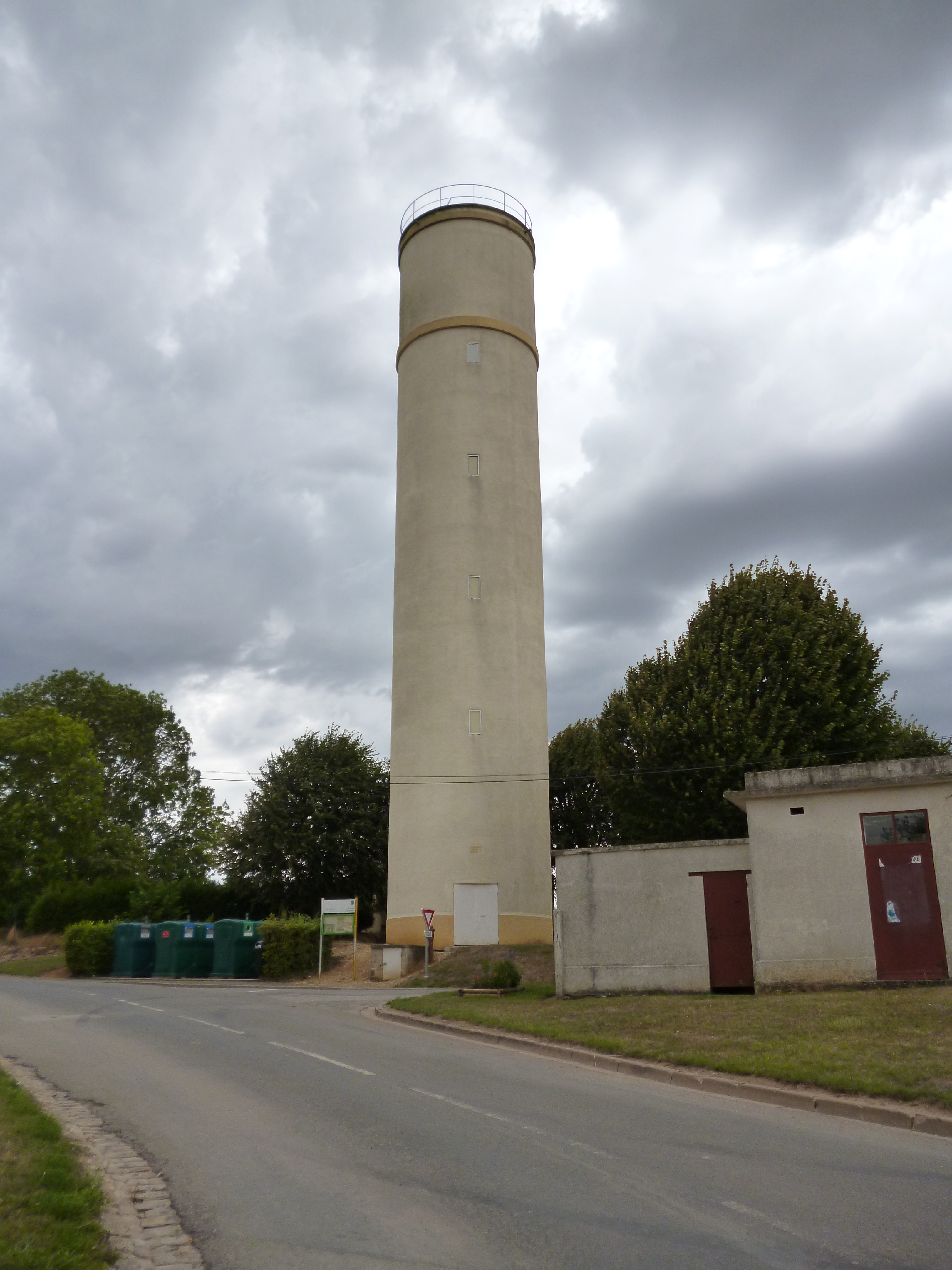
Le château d'eau.
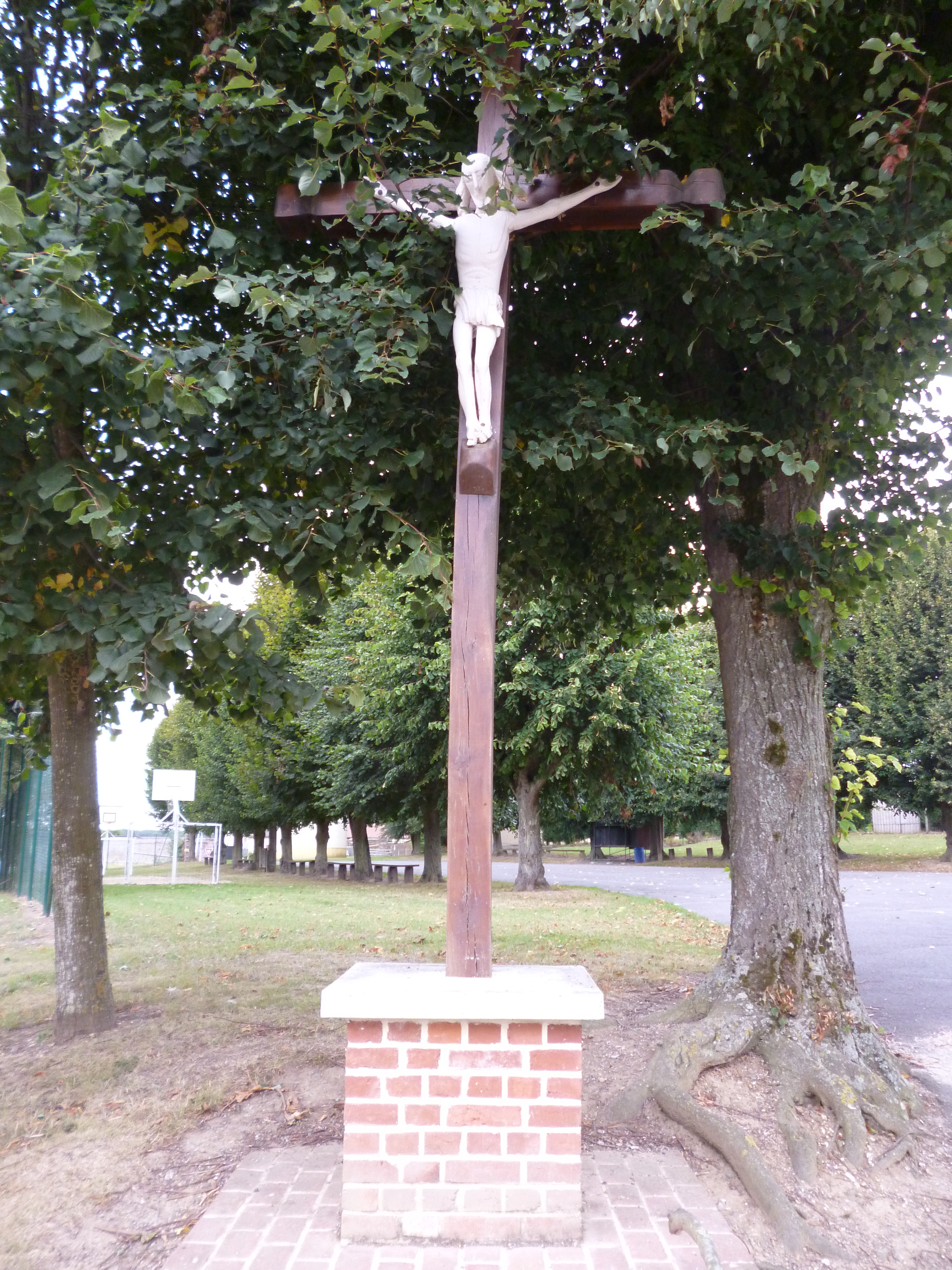
Calviare situé Grande Rue, à Welles.
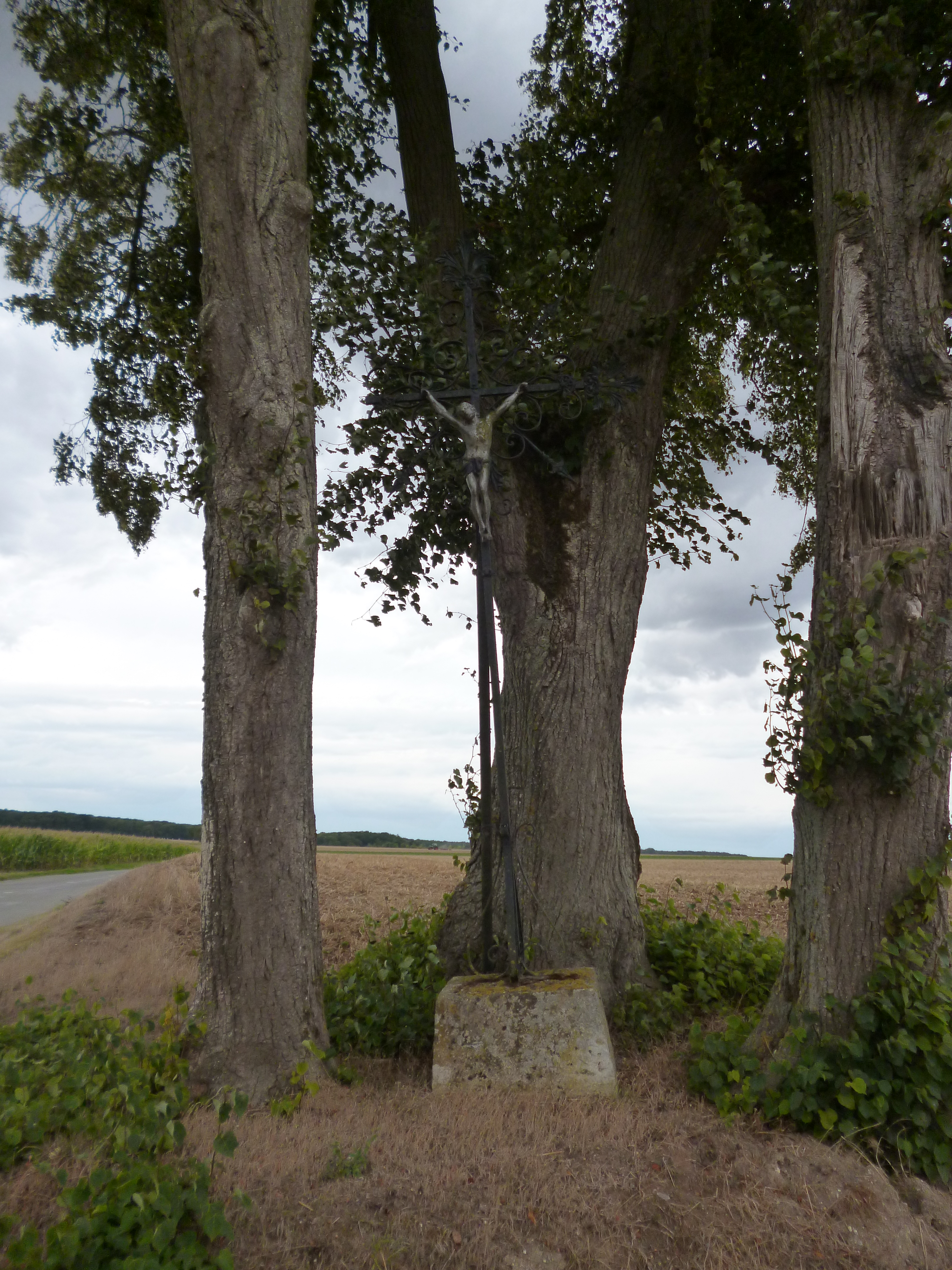
Calvaire situé sur la D 47 en direction de Plainville.
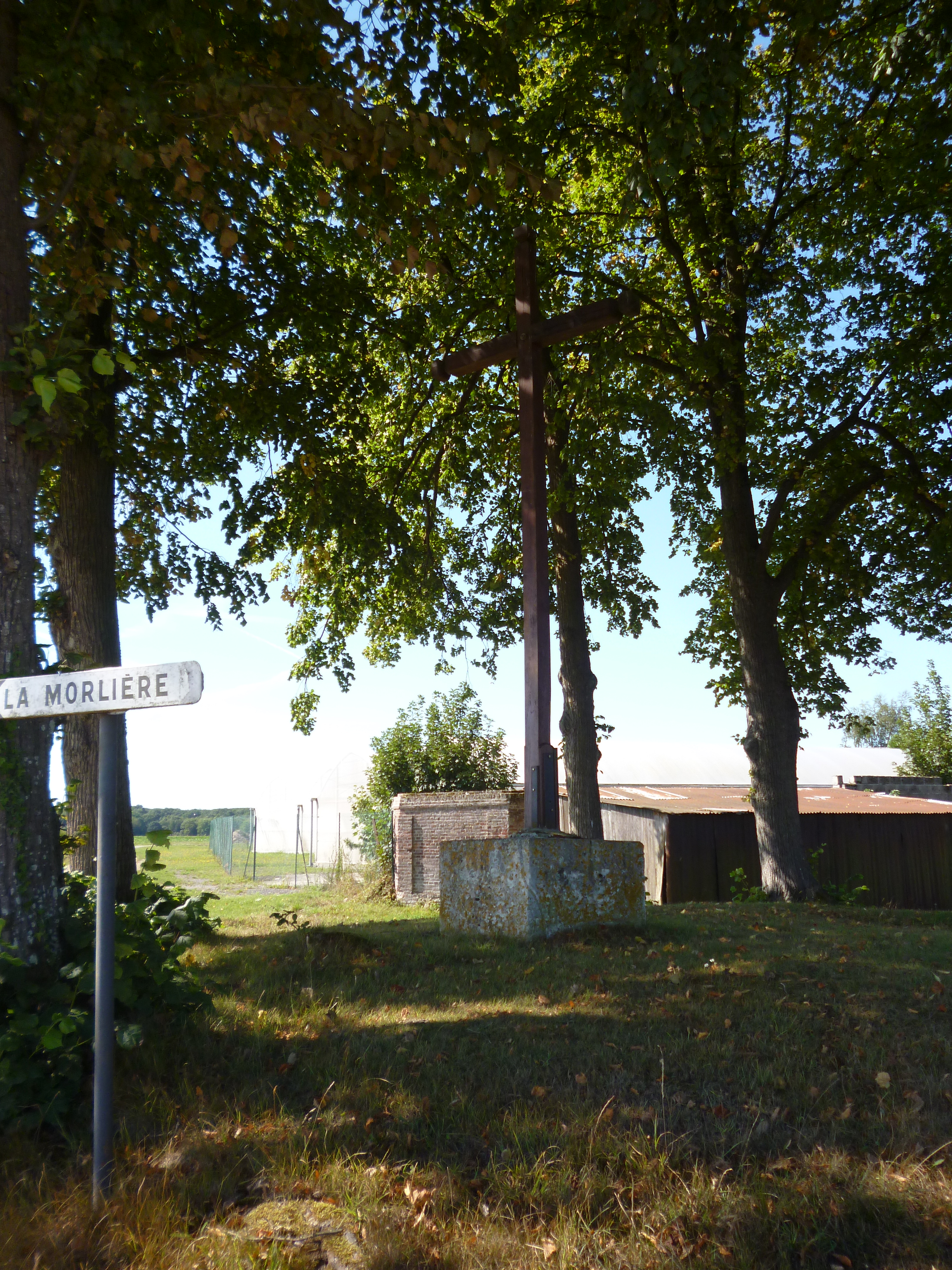
Calvaire situé à proximité de la ferme de la Morlière.
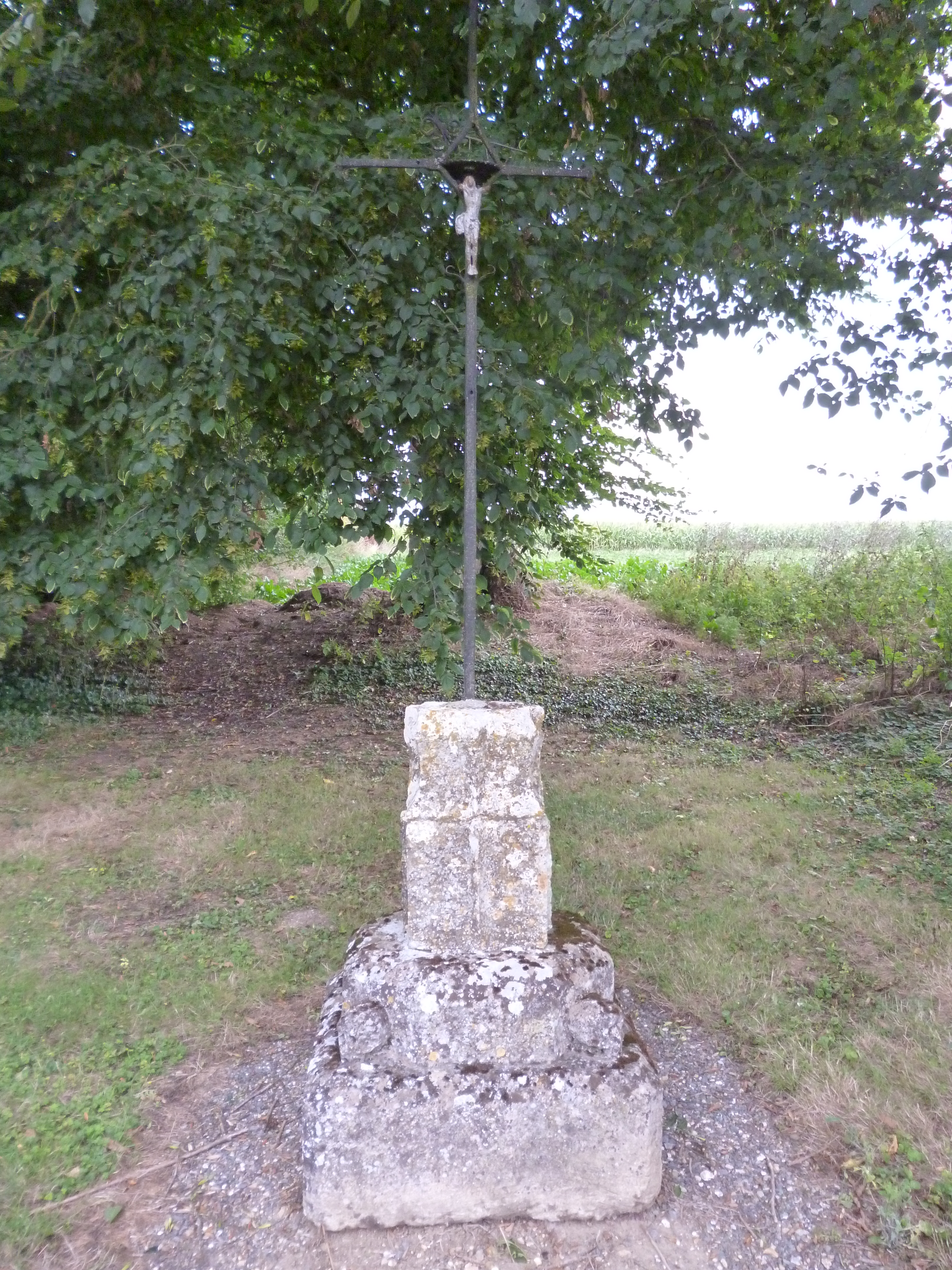
Deux calvaires situés entre Welles et Pérennes.
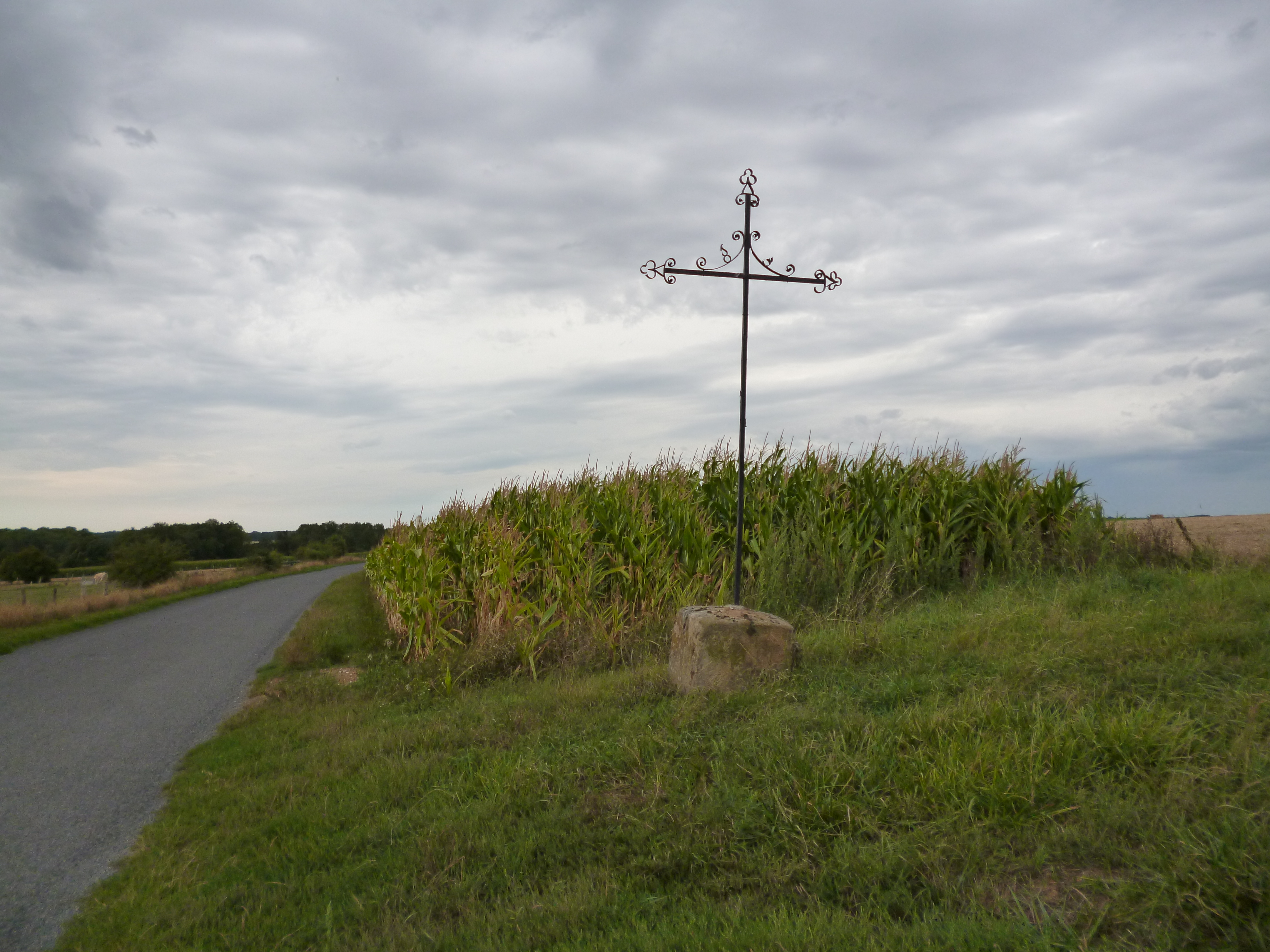
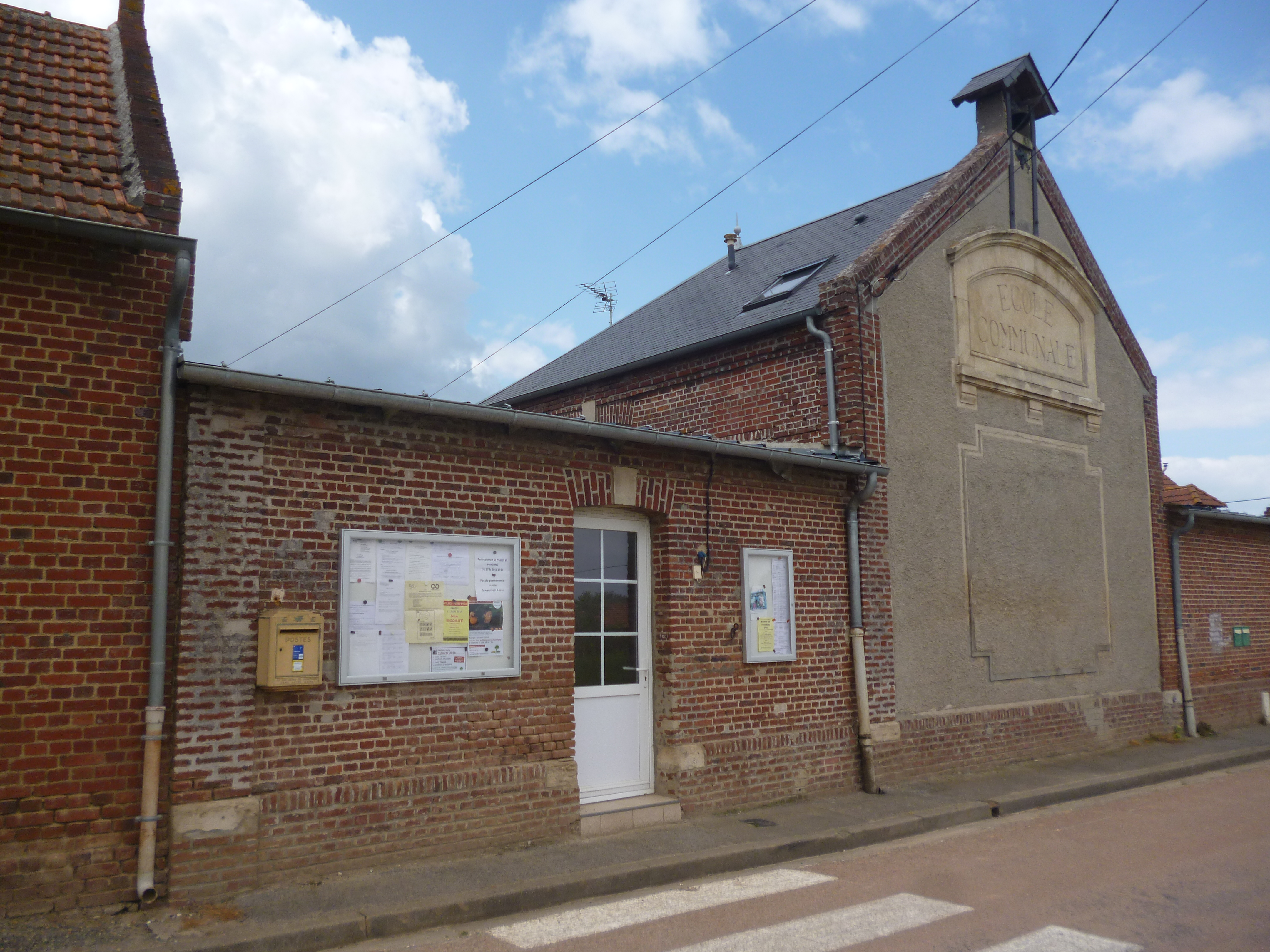
L'ancienne école de Pérennes.

## Personnalités liées à la commune
- Charles-François de Bussi, né le 11 juillet 1749 à Welles-Pérennes (Oise) et décédé le 9 octobre 1811 à Rouvrel, homme politique, député du tiers état aux États généraux de 1789.
- Louis-Mathieu Langlès.